# País neutral

estat neutral reconegut per la constitució i la societat internacional
posició de neutralitat no reconeguda per la societat internacional
països antigament neutrals

Un país neutral és aquell que no pren part per cap dels bàndols enfrontats en un conflicte bèl·lic amb l'esperança de mantenir-se'n al marge. En les relacions internacionals, una política neutralista és, per tant, la que apunta a mantenir la neutralitat davant futurs conflictes. El concepte de neutralitat ha de diferenciar-se del de no-alineament.
Països neutrals en l'actualitatÀustria, Ciutat del Vaticà, Costa Rica, Irlanda, Japó, Liechtenstein, Malta, Suïssa i Turkmenistan.
Països que es reclamen neutrals però no es troben reconeguts com a talsCambodja (des de 1993), República de Moldàvia - Segons la seva constitució de 1994.
Països neutrals en el passatBèlgica (abandonada després de la II Guerra Mundial i la seva posterior inclusió en l'OTAN), Laos, Luxemburg (va abolir la seva neutralitat l'any 1948) i els Països Baixos (autoimposada entre 1839 i 1940).